# 百鬼夜行

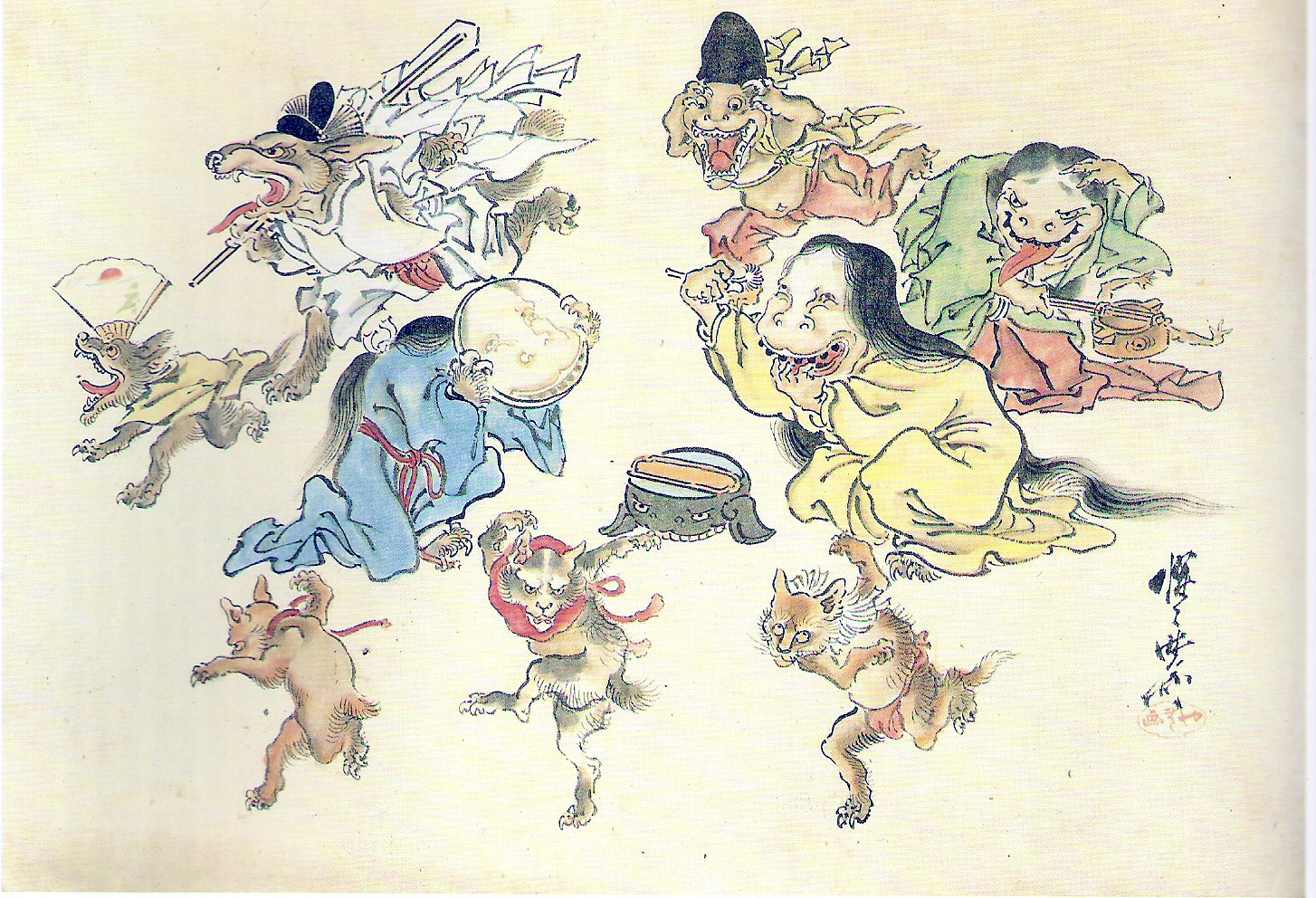
百鬼夜行

百鬼夜行（日语：／ Hyakki Yakō），指流傳在日本民間傳說中出現在夏日夜晚的妖怪盛大遊行，也是著名妖怪繪師鳥山石燕一系列的妖怪绘卷（参见画图百鬼夜行:115）。衍生出許多同人誌以及奇幻創作的灵感，如：今市子的百鬼夜行抄、绿川幸的夏目友人帐和椎橋寬的《妖怪少爺》、电子游戏《妖怪手錶中的百鬼姬一角参考來於此。

## 百鬼夜行略說
日本的平安時代:54，是一個幽暗未明，存在著人類和妖怪兩者的時代，妖怪住的地方，和人類所住的地方，其實空間上是重疊的，只是人類在白天活動，妖怪們則是在晚間出現。:68這樣的感覺，可以在宮崎駿電影《千与千寻》、椎桥宽作品《妖怪少爺》中看到，白天杳無人跡的主題樂園，雖已成為荒墟，但一到了夜晚，妖怪們紛紛出現，飲食街，溫泉鄉，妖怪們出沒的夜晚，過著如同人類一般的夜生活，好不熱鬧。那個時代裡，在京都，到了夜晚來臨，整條路空無一人，這時候會出現許多奇形怪狀的妖怪，像是廟會的行列一般，帶著猙獰的面孔，走在大路上，人稱「百鬼夜行」，有的像是破掉的茶壺、鍋碗瓢盆成群結隊地在夜晚的街道遊行，據說親眼目睹的人會遭受詛咒無緣無故地喪命。:109
而京都一条通道正是傳說中百鬼夜行會經過的地方。

## 付喪神的說法
百鬼夜行的現象，多少反映了鎖國時期以前日本的社會狀況，由於海外貿易興盛，從國外運來的手工藝品充斥，因此人們開始不懂得愛惜東西的社會現況，老一輩的人因為物資缺乏，總是抱持著惜物的觀念，並且認為百鬼夜行的現象，是付喪神來到人間搗亂，一直到室町時代付喪神的概念才漸漸地成形。:104
付喪神是藉由環境的陰陽之變，使器物化身成自然界的鬼魅到人間來作亂。儘管人們在一開始，對於付喪神感到無比的恐懼，但是不久之後，人們卻將付喪神當做是一種茶餘飯後消遣的話題，大大地降低了原先所擁有之令人敬畏不已的神秘感。

## 辟邪對策
不過，當時的人們，很害怕看到這些妖怪們，所以都緊閉門窗，安然地進入夢鄉。只有那倒霉的夜歸人，會遇上這群妖怪的行列，如果口中唸誦經文:54或是咒語，用松枝在黑暗中探路，據說妖怪就不會欺身害人，即使妖怪已經接近你，也不會讓你看見他們的身影，不過，擁有通靈能力的貴人或是少年，才會看得見百鬼夜行的景象，而且也不致遭受到禍害。

## 撒豆驅鬼的習俗
為了驅邪納福，因此在每年立春的前一天。這一天叫做「節分」。長年使用不要的器物必須丟到屋外，用火燒掉它，以免有妖怪作祟。所以才會有除夕大掃除的習慣流傳下來，這個儀式就是「除舊佈新」:38。不論在寺廟還是在每個家庭都舉行一種叫做「撒豆驅鬼」的活動。它可能起源於中國古代的追儺儀式，即一種過年活動。現在舉行撒豆驅鬼活動時，在寺廟中，一般都是處於本命年的男人擔當撒豆驅邪的任務。人們相信吃了和自己的年齡一樣多的豆子就能在這一年平安無病，因此人們爭先恐後地撿這種豆子。而在每個家庭裏，沒有專門規定撒豆子的人，往往由父親戴上鬼的面具擔當鬼的角色，孩子們向「鬼」撒豆子，這時候人們異口同聲地喊「鬼出去，福進來！」場面顯得十分熱鬧。雖然這時候，外頭的氣溫還很冷，但是從這種熱情洋溢的吶喊聲中，人們還是能感受到春天即將到來的氣氛。:35

## 类似
清光绪石印本《点石斋画报》也有《鬼会》，在水木茂的《中国妖怪事典》记为“中国的百鬼”。

## 關連作品
- 百鬼夜行繪卷
- 畫圖百鬼夜行

## 關連項目
- 百鬼
- 魑魅魍魎
- 妖怪
- 水木茂
- 妖怪少爺
- 月歌
- 月野藝能事務所
- 日本妖怪列表